# ابواسحاق قهستانی
ابواسحاق قُهِستانی (؟ – ۱۴۹۸ م/۹۰۴ ق) از داعیان اسماعیلی نزاری در سدهٔ پانزدهم میلادی/ نهم هجری و از مؤلفان مشهور دورهٔ آغازین انجدان در تاریخ نزاریه بود.او در ناحیهٔ مؤمن آباد، در شرق بیرجند، متولد شد و به خاطر مشارکت‌هایش در ادبیات اسماعیلی و کار تبلیغی‌اش شناخته می‌شد.

## زندگی و پیشه
شهرت او در نیمهٔ دوم قرن نهم هجری / پانزدهم میلادی گسترش یافت. او در منطقهٔ مؤمن‌آباد، در شرق بیرجند در قُهِستان، در خانواده‌ای غیر اسماعیلی ـ احتمالاً شیعه دوازده‌امامی ـ زاده شد و در جوانی به شاخهٔ قاسم‌شاهی از اسماعیلیهٔ نزاری گروید. پس از آن، او به دست داعی الدعاتِ منطقه ـ فردی که نامش به خواجه قاسم نزدیک است ـ به سمتی در سازمان دعوت نزاری در قهستان منصوب شد. ابواسحاق معاصر سی و چهارمین امام نزاری قاسمشاهی، مستنصر بالله، معروف به غریب میرزا (متوفی ۹۰۴/م۱۴۹۸ق) بود که مقبرهٔ او در روستای انجدان قرار دارد.
رسالهٔ او، «هفت باب»، کهن‌ترین اثر عقیدتی اصلی نزاریان از شاخهٔ قاسم‌شاهی است که در دورهٔ آغازین انجدان به زبان فارسی نوشته شده است. این کتاب که از هفت فصل تشکیل شده، به مجموعه‌ای از موضوعات می‌پردازد که بازتاب‌دهندهٔ آموزه‌های نزاریان در آن دوره‌اند. همچنین، این اثر توصیف منحصربه‌فردی از اعلام قیامت یا قیامت روحانی ارائه می‌دهد که در سال ۱۱۶۴ م/ ۵۵۹ ق در الموت روی داد.
ابو اسحاق قهستانی اندکی پس از سال ۹۰۴ هجری قمری / ۱۴۹۸ میلادی درگذشت.